# Kryterium Asów Polskich Lig Żużlowych im. Mieczysława Połukarda 1996
Kryterium Asów Polskich Lig Żużlowych im. Mieczysława Połukarda 1996 – 15. edycja turnieju żużlowego poświęconego pamięci polskiego żużlowca, Mieczysława Połukarda odbył się 4 kwietnia 1996. Zwyciężył Tomasz Gollob.

## Wyniki
- 4 kwietnia 1996 (czwartek), Stadion Polonii Bydgoszcz
- NCD: Tomasz Gollob – 62,55 w wyścigu 2
- Sędzia: Lechosław Bartnicki

| Msc. | Zawodnik                | Klub         | Pkt   |             |  |
| ---- | ----------------------- | ------------ | ----- | ----------- |  |
| 1    | (5) Tomasz Gollob       | Bydgoszcz    | 15    | (3,3,3,3,3) |  |
| 2    | (14) Piotr Świst        | Gorzów Wlkp. | 12+3  | (2,3,2,3,2) |  |
| 3    | (10) Sebastian Ułamek   | Częstochowa  | 12+d2 | (3,1,3,2,3) |  |
| 4    | (15) Jacek Gollob       | Bydgoszcz    | 11    | (3,2,2,3,1) |  |
| 5    | (9) Jacek Gomólski      | Bydgoszcz    | 11    | (2,2,3,2,2) |  |
| 6    | (2) Mirosław Kowalik    | Toruń        | 10    | (1,2,1,3,3) |  |
| 7    | (4) Roman Jankowski     | Leszno       | 8     | (3,3,2,0,0) |  |
| 8    | (11) Rafał Dobrucki     | Piła         | 8     | (1,3,3,d,1) |  |
| 9    | (8) Jarosław Olszewski  | Piła         | 7     | (1,2,1,1,2) |  |
| 10   | (3) Waldemar Cieślewicz | Bydgoszcz    | 6     | (2,0,0,1,3) |  |
| 11   | (6) Dariusz Stenka      | Gdańsk       | 5     | (2,0,1,1,1) |  |
| 12   | (13) Jacek Rempała      | Tarnów       | 5     | (1,1,1,2,t) |  |
| 13   | (7) Tomasz Bajerski     | Toruń        | 4     | (0,1,0,2,1) |  |
| 14   | (1) Tomasz Fajfer       | Gniezno      | 3     | (0,0,2,1,0) |  |
| 15   | (16) Sławomir Dudek     | Zielona Góra | 1     | (0,1,0,0,0) |  |
| 16   | (12) Piotr Markuszewski | Grudziądz    | 0     | (0,0,0,0,0) |  |
|      | rez. Eugeniusz Tudzież  | Bydgoszcz    |       | (2)         |  |
|      | rez. Marcin Ryczek      | Bydgoszcz    |       | (ns)        |  |

Bieg po biegu
1. [67,71] Jankowski, Cieślewicz, Kowalik, Fajfer
2. [62,55] T. Gollob, Stenka, Olszewski, Bajerski
3. [63,62] Ułamek, Gomólski, Dobrucki, Markuszewski
4. [65,00] J. Gollob, Świst, Rempała, Dudek
5. [65,15] T. Gollob, Gomólski, Rempała, Fajfer
6. [65,93] Świst, Kowalik, Ułamek, Stenka
7. [65,65] Dobrucki, J. Gollob, Bajerski, Cieślewicz
8. [68,16] Jankowski, Olszewski, Dudek, Markuszewski
9. [66,55] Dobrucki, Fajfer, Stenka, Dudek
10. [64,62] T. Gollob, J. Gollob, Kowalik, Markuszewski
11. [66,59] Gomólski, Świst, Olszewski, Cieślewicz
12. [66,85] Ułamek, Jankowski, Rempała, Bajerski
13. [65,73] Świst, Bajerski, Fajfer, Markuszewski
14. [66,46] Kowalik, Rempała, Olszewski, Dobrucki
15. [65,40] T. Gollob, Ułamek, Cieślewicz, Dudek
16. [67,05] J. Gollob, Gomólski, Stenka, Jankowski
17. [65,49] Ułamek, Olszewski, J. Gollob, Fajfer
18. [66,79] Kowalik, Gomólski, Bajerski, Dudek
19. [65,78] Cieślewicz, Tudzież, Stenka, Markuszewski Tudzież za Rempałę
20. [65,91] T. Gollob, Świst, Dobrucki, Jankowski
21. Wyścig dodatkowy o 2.miejsce: [67,10] Świst i Ułamek